# Francisco Monterrosa
Francisco López Monterrosa (Juchitán de Zaragoza, 10 de octubre de 1968-Juchitán de Zaragoza, 31 de agosto de 2021) fue un artista plástico, pintor, muralista y grabador mexicano.

## Biografía
Francisco Monterrosa nació el 10 de octubre de 1968 en Juchitán de Zaragoza, siendo el sexto hijo de la familia. Estudió en la Escuela de Bellas Artes de la Universidad Autónoma Benito Juárez de Oaxaca (UABJO) en la ciudad de Oaxaca.
Fue alumno del artista Shinzaburo Takeda. Fue invitado por Takeda a realizar un mural en la prefectura de Chiba en Tokio, Japón; además colaboraron para el Mural del Paraninfo de la Facultad de Leyes de la UABJO.
Estudió en la Facultad de Artes Plásticas de Nagoya, en Japón, donde perfeccionó su trazo en la gráfica. En su regreso a México se instaló entre la ciudad de Oaxaca y Juchitán, en la segunda ciudad instaló un taller de gráfica donde compartió sus conocimientos con los jóvenes creadores que buscaban en la técnica nuevas formas de expresarse.

### Fallecimiento
Francisco Monterrosa falleció el 31 de agosto de 2021 en Juchitán de Zaragoza, ciudad donde residía. Había contraído COVID-19 unas semanas antes y no pudo superar la enfermedad a los cincuenta y dos años.